# クレイボーン郡 (テネシー州)
クレイボーン郡（英: Claiborne County）は、アメリカ合衆国テネシー州の北東に位置する郡である。2010年国勢調査での人口は32,213人であり、2000年の29,862人から7.9%増加した。郡庁所在地はテイズウェル町（人口2,218人）であり、同郡で人口最大の町はハロゲイト市（人口4,389人）である。

## 歴史
クレイボーン郡は1801年10月29日に、グレンジャー郡とホーキンス郡の一部を合わせて設立され、南側境界はアンダーソン郡まで広がっていた。郡名はバージニア州海岸地域の特権階級に属し、アメリカ合衆国最高裁判所の初代判事、初代のテネシー州選出アメリカ合衆国下院議員を務めたウィリアム・C・C・クレイボーンに因んで名付けられた。
1892年、イギリスの土地運用会社アメリカン・アソシエーション社が現在リンカーン記念大学がある場所に、フォーシーズンズ・ホテルを建設した。当時の宣伝では国内最大のホテルとされていた。本館は4階建て、ロビーは75フィート (23 m) 四方、食堂は50フィート (15 m) x 160フィート (48 m) あった。宿泊用に700室があった。別に病院、宿泊所、保養所など小さな建物もあった。このホテルは成功せず、1895年には解体された。営業中には近くのイングリッシュ洞窟まで馬車で送迎していた。この洞窟は木製の階段、歩道、橋を造って改良されていた。現在この洞窟では、これら木材の腐った名残が残っている。

## 地理
アメリカ合衆国国勢調査局に拠れば、郡域全面積は442平方マイル (1,144.8 km2)であり、このうち陸地434平方マイル (1,124.1 km2)、水域は7平方マイル (18.1 km2)で水域率は1.65%である。

### 隣接する郡
- ベル郡 (ケンタッキー州) - 北
- リー郡 (バージニア州) - 北東
- ハンコック郡 - 東
- グレンジャー郡 - 南東
- ユニオン郡 - 南西
- キャンベル郡 - 西
- ウィットリー郡 (ケンタッキー州) - 北西

### 国立保護地域
- カンバーランド・ギャップ国立歴史公園（部分）

## 人口動態

人口ピラミッド

以下は2000年の国勢調査による人口統計データである。
| 基礎データ - 人口: 29,862人 - 世帯数: 11,799 世帯 - 家族数: 8,684 家族 - 人口密度: 27人/km2（69人/mi2） - 住居数: 13,262軒 - 住居密度: 12軒/km2（30軒/mi2） 人種別人口構成 - 白人: 97.79% - アフリカン・アメリカン: 0.75% - ネイティブ・アメリカン: 0.24% - アジア人: 0.28% - 太平洋諸島系: 0.01% - その他の人種: 0.19% - 混血: 0.74% - ヒスパニック・ラテン系: 0.64% | 年齢別人口構成 - 18歳未満: 23.6% - 18-24歳: 8.9% - 25-44歳: 28.7% - 45-64歳: 25.4% - 65歳以上: 13.4% - 年齢の中央値: 37歳 - 性比（女性100人あたり男性の人口） - 総人口: 93.3 - 18歳以上: 91.4 世帯と家族（対世帯数） - 18歳未満の子供がいる: 32.0% - 結婚・同居している夫婦: 58.8% - 未婚・離婚・死別女性が世帯主: 11.0% - 非家族世帯: 26.4% - 単身世帯: 23.4% - 65歳以上の老人1人暮らし: 10.0% - 平均構成人数 - 世帯: 2.48人 - 家族: 2.91人 | 収入と家計 - 収入の中央値 - 世帯: 25,782米ドル - 家族: 31,234米ドル - 性別 - 男性: 26,280米ドル - 女性: 19,951米ドル - 人口1人あたり収入: 13,032米ドル - 貧困線以下 - 対人口: 22.6% - 対家族数: 18.4% - 18歳未満: 27.7% - 65歳以上: 19.9% |

## 都市と町
- カンバーランドギャップ
- ハロゲイト
- ニューテイズウェル
- テイズウェル - 郡庁所在地

### 未編入の町
| - アーサー - クレアフィールド - イーガン | - ホープウェル - リトルシカモア - ローンマウンテン | - プルーデン - ショーニー - スピードウェル |